# Stenotabanus roxannae
Stenotabanus roxannae är en tvåvingeart som beskrevs av Wilkerson 1979. Stenotabanus roxannae ingår i släktet Stenotabanus och familjen bromsar.
Artens utbredningsområde är Colombia. Inga underarter finns listade i Catalogue of Life.